# Eventful
«Eventful» es el segundo sencillo de la cantante  Ami Suzuki bajo el sello avex trax, lanzado al mercado el día 25 de mayo del año 2005.

## Detalles
Tras el éxito obtenido con su sencillo que la llevaba nuevamente a ser una cantante reconocida  dentro de Avex, este sencillo fue lanzado algunos meses después. El sencillo fue promocionado muy bien, fue utilizado como tema ending del programa de televisión Music Fighter así como también le valió a Ami varias presentaciones en distintos programas televisivos, lo que hizo que debutara al igual que todos sus otros sencillos hasta ese momento dentro de los primeros lugares, y tras permanecer dentro de cinco semanas al interior de las listas de Oricon vendió 37 mil copias en total.
El DVD del sencillo incluye también el video musical del tema "Hopeful" pero en versión editada de aproximadamente un minuto y medio. El video para la canción contiene la versión remix del tema que se incluyó al interior del sencillo de "Delightful", y la versión original quedó descartada incluso para ser incluida en el primer álbum de Ami "AROUND THE WORLD", donde al interior del DVD de éste fue incluida la versión completa del video musical anteriormente mencionado.
Ambas versiones del sencillo incluyen diferentes versiones de remixes del tema "Eventful", y aparte fue lanzada otra versión remix sólo a través de Internet. El tema estuvo sólo disponible vía en línea hasta que finalmente fue incluido al interior del primer álbum de remixes de Ami en Avex llamado "AMIx WORLD".

## Canciones

### CD
1. «Eventful»
2. «Kagami» (鏡?)
3. «Hopeful»－M.O.R Remix－
4. «Eventful»－83key Daybreak Remix－ (CD+DVD) / Eventful－Dub's Full of drama Remix－(CD Only)
5. «Eventful» (Instrumental)
6. «Kagami» (鏡?)(Instrumental)

### DVD
1. «Eventful» (PV)
2. «Hopeful» (PV/Short Version)
3. «Hopeful» (Making)

## Listas
- Oricon Daily Chart: #6
- Oricon Weekly Chart: #9
- Venta inicial: 23 718 copias vendidas[cita requerida]
- Venta total: 36 660 copias vendidas[cita requerida]

- Datos: Q3061441